# حسين إبراهيمي
حسين ابراهيمي (3 أغسطس 1990 بالأستانة الأشرفية في إيران - ) هو لاعب كرة قدم إيراني في مركز الوسط. شارك مع منتخب إيران تحت 20 سنة لكرة القدم ومنتخب إيران تحت 23 سنة لكرة القدم ومنتخب إيران لكرة القدم. أما مع النوادي، فقد لعب مع نادي بكاه كيلان ونادي داماش غيلان ونادي فولاد خوزستان ونادي ملوان ونادي نفط طهران.